# Classe Asagiri
Pour les articles homonymes, voir Asagiri (homonymie).
La classe Asagiri est une classe de destroyers de la Force maritime d'autodéfense japonaise construite dans les années 1980.
Huit unités furent construites dans différents chantiers navals japonais : IHI Corporation, Hitachi Zosen Corporation, Sumitomo Heavy Industries, Mitsui Engineering & Shipbuilding et Mitsubishi Heavy Industries.

## Conception
Les huit destroyers lance-missiles sont essentiellement destinés à l'engagement sur des cibles de surface, mais aussi contre des attaques d'avions ou de missiles.

Ils possèdent tous une grande plateforme arrière, avec hangar, pour embarquer un hélicoptère Sikorsky SH-60 Seahawk.
À partir du DD-155, ils reçoivent le premier radar à antenne active opérationnel , le OPS-24 (en) développé par l'Institut de recherche et développement technique de l'Agence japonaise de défense et construit par Mitsubishi Electric,.

## Histoire
- L’Asagari a été reclassifié comme navire-école à partir du 16 février 2005.
- L’Yamagiri a été reclassifié comme navire-école le 18 mars 2004.

Le JDS Asagari (TV-3516) et le JDS Umigiri (DD-158) ont participé à l'Armada 2008 à Rouen, en compagnie du navire-école JDS Kashima (TV-3508).

## Les bâtiments
| N° coque | Nom         | Lancement         | Service effectif | Chantier naval        | Port d'attache | Photo |
| -------- | ----------- | ----------------- | ---------------- | --------------------- | -------------- | ----- |
| DD-151   | JS Asagiri  | 19 septembre 1986 | 17 mars 1988     | IHI Corporation Tokyo | Maizuru        |       |
| DD-152   | JS Yamagiri | 10 octobre 1987   | 25 janvier 1989  | Mitsui Tamano         | Yokosuka       |       |
| DD-153   | JS Yūgiri   | 21 septembre 1987 | 28 février 1989  | Sumitomo              | Yokosuka       |       |
| DD-154   | JS Amagiri  | 9 septembre 1987  | 28 février 1989  | IHI Corporation       | Yokosuka       |       |
| DD-155   | JS Hamagiri | 4 juin 1988       | 31 janvier 1990  | Hitachi Maizuru       | Ominato        |       |
| DD-156   | JS Setogiri | 12 septembre 1988 | 1990             | Hitachi Maizuru       | Maizuru        |       |
| DD-157   | JS Sawagiri | 25 décembre 1988  | 6 mars 1990      | Mitsubishi Nagasaki   | Sasebo         |       |
| DD-158   | JS Umigiri  | 11 décembre 1989  | 12 mars 1991     | IHI Corporation       | Kure           |       |